# Robin Wright (Journalistin)

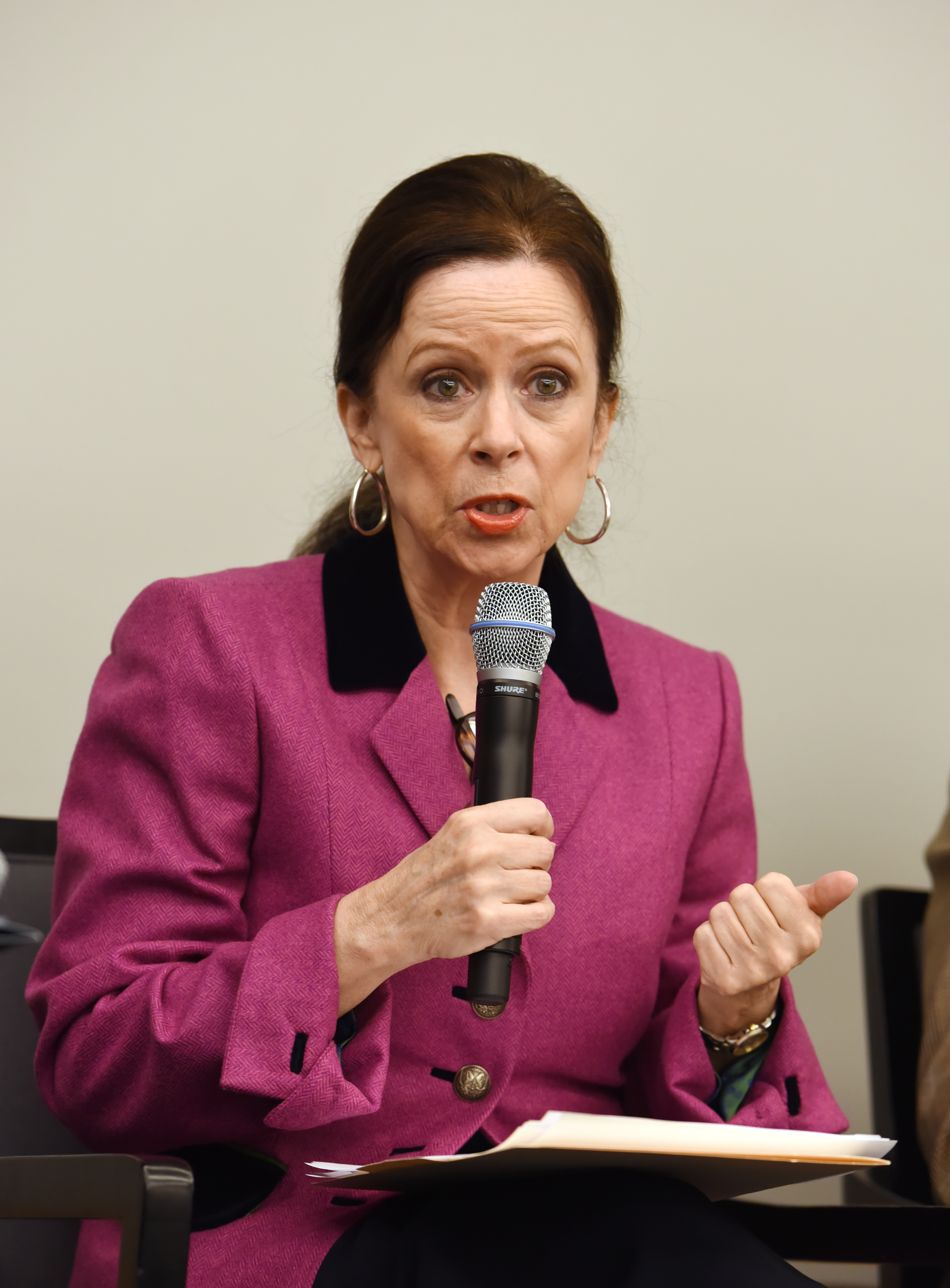
Robin Wright (2017)

Robin B. Wright (* 1948 in Ann Arbor, Michigan) ist eine US-amerikanische Journalistin, Autorin und Analystin. Seit 1988 schreibt sie vor allem für das Magazin The New Yorker. Wright verfasste mehrere Bücher über Themen wie den Islam und Islamismus, die Iranische Revolution, den Arabischen Frühling und die Entwicklung des Nahen Ostens.

## Leben
Robin Wright wurde 1948 als erste von zwei Töchtern des Juraprofessors L. Hart Wright und der Schauspielerin Phyllis B. Wright in Ann Arbor geboren. Sie studierte an der University of Michigan, wo sie 1970 den Bachelor of Arts und 1971 den Master of Arts erlangte. An der Universität schrieb Wright für die Studentenzeitung Michigan Daily, wo sie als erste Frau über Sport-Themen berichtete.
Nach ihrem Studium war Wright als Journalistin tätig. 1975 erhielt sie ein Stipendium der Alicia Patterson Foundation, um aus Afrika zu berichten, wo sie über die Auflösung des portugiesischen Kolonialreichs schrieb.
In den folgenden Jahren war Wright für Zeitungen, Zeitschriften und Journale wie The Washington Post, die Los Angeles Times, The New Yorker, The New York Times Magazine, Time, The Atlantic, The Sunday Times und Foreign Affairs tätig. Sie berichtete weltweit aus über 140 Staaten.
1985 erschien mit Sacred Rage: The Crusade of Modern Islam ihr erstes Sachbuch. 1989 veröffentlichte sie mit In the Name of God: The Khomeini Decade ein Werk über die Iranische Revolution. 2000 folgte mit The Last Great Revolution: Turmoil and Transformation in Iran ein weiteres Buch zur Geschichte des Iran seit 1979. Nach den Terroranschlägen vom 11. September 2001 legte Wright eine aktualisierte Fassung ihres Erstlingswerks auf, das neue Kapitel zu Afghanistan und Islamismus enthielt. 2008 folgte mit Dreams and Shadows: The Future of the Middle East ein Werk zur Transformation und zukünftigen Entwicklung des Nahen Ostens. In Rock the Casbah: Rage and Rebellion Across the Islamic World schrieb Wright über die Auswirkungen des beginnenden Arabischen Frühlings.
Wright war Fellow der Brookings Institution, des Carnegie Endowment for International Peace, der Yale University, der Duke University, der Stanford University, des Dartmouth College und der University of California.
Als Analystin zu Fragen der Außenpolitik der Vereinigten Staaten trat Wright als Fernsehkommentatorin wiederholt in Nachrichtensendungen z. B. auf ABC, NBC, CBS, PBS, CNN und MSNBC auf.

## Werke
- Sacred Rage: The Crusade of Modern Islam. Linden Press/Simon and Schuster, New York, 1985, ISBN 978-0-671-60113-3.
  - Sacred Rage: The Wrath of Militant Islam. Aktualisierte Fassung, Simon & Schuster, New York, 2001, ISBN 978-0-7432-3342-2.
- In the Name of God: The Khomeini Decade. Simon & Schuster, New York, 1989, ISBN 978-0-671-67235-5.
- mit Doyle McManus: Flashpoints: Promise and Peril in a New World. A.A. Knopf, New York, 1991, ISBN 978-0-679-40708-9.
- The Last Great Revolution: Turmoil and Transformation in Iran. A.A. Knopf, New York, 2000, ISBN 978-0-375-40639-3.
- Dreams and Shadows: The Future of the Middle East. Penguin Press, New York, 2008, ISBN 978-1-59420-111-0.
- Rock the Casbah: Rage and Rebellion Across the Islamic World. Simon & Schuster, New York, 2011, ISBN 978-1-4391-0316-6.
- The Islamists are Coming: Who They Really Are. Woodrow Wilson Center Press: United States Institute of Peace Press, Washington, DC, 2012, ISBN 978-1-60127-134-1.

## Auszeichnungen
- 1976: The Bob Considine Award des Overseas Press Club für ihre Berichterstattung zum Bürgerkrieg in Angola im Christian Science Monitor[7]
- 1989: National Magazine Award[8]
- 2003: United Nations Correspondents Association Gold Medal[3]
- 2004: National Press Club Award[3]